# Good Girl Gone Bad Tour
Tournées par Rihanna
Rihanna: Live in Concert Tour Last Girl on Earth Tour
The Good Girl Gone Bad Tour est la troisième tournée de la chanteuse Rihanna, et sa plus longue à ce jour. Elle présente l'album Good Girl Gone Bad. La tournée a commencé le 15 septembre, trois mois après la sortie de l'album. Les 11 concerts Canadiens ont eu comme première partie Akon. La tournée est passée également par les États-Unis et l'Europe. Un DVD a été enregistré le 6 décembre 2007 à Manchester.

## Contexte
Cette tournée a été la première tournée dirigée par Rihanna. Elle a présenté une image toute nouvelle, elle portait des costumes en cuir très provocateurs et révélateurs au cours de chaque spectacle. La scène a été élaborée, qui se compose d'un grand nombre d'escaliers, deux grands écrans LCD montrant des images de Rihanna et de la fabrication des pinces spéciales pendant le salon, et six minces écrans LCD ont été espacées, avec trois à gauche et trois sur la droite. La scène comprenait également des milliers de lumières qui brillaient dans différentes couleurs ; il y avait également un grand écran LCD dans le milieu de la scène qui portait essentiellement sur la performance de Rihanna. Le stade était plein de feux d'artifice et divers accessoires sur scène pour Rihanna et les danseurs. Au cours du passage de la tournée en Australie, les stades ont fourni également une plate-forme de petits stands à l'avant centre de la scène.

## Premières parties
- Akon (Amérique du Nord)
- Ciara (Europe, UK)
- David Jordan (Europe, UK)
- Chris Brown (Océanie)
- María José (Mexique)

## Dates et lieux de concerts
| Date              | Ville                 | Pays               | Salle                                 |
| ----------------- | --------------------- | ------------------ | ------------------------------------- |
| Amérique du Nord  |                       |                    |                                       |
| 15 septembre 2007 | Vancouver             | Canada             | GM Place                              |
| 17 septembre 2007 | Grande Prairie        | Canada             | Canada Games Arena                    |
| 18 septembre 2007 | Calgary               | Canada             | Stampede Corral                       |
| 19 septembre 2007 | Saskatoon             | Canada             | Credit Union Centre                   |
| 22 septembre 2007 | Toronto               | Canada             | Molson Amphitheatre                   |
| 23 septembre 2007 | London                | Canada             | John Labatt Centre                    |
| 24 septembre 2007 | Montréal              | Canada             | Bell Centre                           |
| 25 septembre 2007 | Québec                | Canada             | Pavillon de la Jeunesse               |
| 27 septembre 2007 | Moncton               | Canada             | Moncton Coliseum                      |
| 28 septembre 2007 | Saint John            | Canada             | Harbour Station                       |
| 30 septembre 2007 | Halifax               | Canada             | Halifax Metro Centre                  |
| 2 octobre 2007    | Arlington             | États-Unis         | Texas Hall                            |
| 5 octobre 2007    | Rochester             | États-Unis         | RIT Gordon Field House                |
| 11 octobre 2007   | New York              | États-Unis         | Nokia Theatre                         |
| 13 octobre 2007   | Lincroft              | États-Unis         | Robert J. Collins Arena               |
| 18 octobre 2007   | State College         | États-Unis         | Bryce Jordan Center                   |
| 19 octobre 2007   | Philadelphie          | États-Unis         | Wachovia Center                       |
| 20 octobre 2007   | Phoenix               | États-Unis         | Arizona Veterans Memorial Coliseum    |
| 23 octobre 2007   | Los Angeles           | États-Unis         | House of Blues                        |
| Europe            |                       |                    |                                       |
| 11 novembre 2007  | Paris                 | France             | Zénith                                |
| 13 novembre 2007  | Paris                 | France             | Zénith                                |
| 14 novembre 2007  | Bâle                  | Suisse             | St. Jakobshalle                       |
| 20 novembre 2007  | Cologne               | Allemagne          | Palladium (de)                        |
| 21 novembre 2007  | Amsterdam             | Pays-Bas           | Heineken Music Hall                   |
| 22 novembre 2007  | Bruxelles             | Belgique           | Forest National                       |
| 23 novembre 2007  | Francfort-sur-le-Main | Allemagne          | Jahrhunderthalle                      |
| 24 novembre 2007  | Belgrade              | Serbie             | Belgrade Arena                        |
| 26 novembre 2007  | Berlin                | Allemagne          | Columbiahalle                         |
| 27 novembre 2007  | Bratislava            | Slovaquie          | Sibamac Arena                         |
| 30 novembre 2007  | Sofia                 | Bulgarie           | Prince Alexander of Battenberg Square |
| 1er décembre 2007 | Ischgl                | Autriche           | Top of the Mountain Concert           |
| 2 décembre 2007   | Dublin                | Irlande            | RDS Simmonscourt                      |
| 3 décembre 2007   | Belfast               | Royaume-Uni        | Odyssey                               |
| 6 décembre 2007   | Manchester            | Royaume-Uni        | Manchester Evening News Arena         |
| 7 décembre 2007   | Sheffield             | Royaume-Uni        | Sheffield Arena                       |
| 13 décembre 2007  | Newcastle upon Tyne   | Royaume-Uni        | Metro Radio Arena                     |
| 14 décembre 2007  | Glasgow               | Royaume-Uni        | SECC                                  |
| 16 décembre 2007  | Londres               | Royaume-Uni        | Wembley Arena                         |
| 17 décembre 2007  | Brighton              | Royaume-Uni        | The Brighton Centre                   |
| 18 décembre 2007  | Birmingham            | Royaume-Uni        | National Exhibition Centre            |
| 19 décembre 2007  | Cardiff               | Royaume-Uni        | Cardiff International Arena           |
| 20 décembre 2007  | Nottingham            | Royaume-Uni        | National Ice Centre                   |
| 26 février 2008   | Dublin                | Irlande            | RDS Simmonscourt                      |
| 27 février 2008   | Dublin                | Irlande            | RDS Simmonscourt                      |
| 2 mars 2008       | Belfast               | Royaume-Uni        | Odyssey                               |
| 3 mars 2008       | Aberdeen              | Royaume-Uni        | Aberdeen Exhibition Centre            |
| 5 mars 2008       | Liverpool             | Royaume-Uni        | Echo Arena                            |
| 6 mars 2008       | Bournemouth           | Royaume-Uni        | Bournemouth International Centre      |
| 7 mars 2008       | Londres               | Royaume-Uni        | The O2                                |
| 10 mars 2008      | Copenhague            | Danemark           | Ballerup Super Arena                  |
| 12 mars 2008      | Stockholm             | Suède              | Hovet                                 |
| 14 mars 2008      | Helsinki              | Finlande           | Hartwall Arena                        |
| 16 mars 2008      | Tallinn               | Estonie            | Saku Suurhall                         |
| 17 mars 2008      | Riga                  | Lettonie           | Arena Riga                            |
| 19 mars 2008      | Varsovie              | Pologne            | Torwar Hall                           |
| 20 mars 2008      | Prague                | République tchèque | T-Mobile Arena                        |
| 22 mars 2008      | Düsseldorf            | Allemagne          | Philipshalle                          |
| 23 mars 2008      | Moscou                | Russie             | Olympic Stadium                       |
| Asie              |                       |                    |                                       |
| 5 avril 2008      | Tokyo                 | Japon              | Makuhari Messe                        |
| Amérique du Nord  |                       |                    |                                       |
| 4 juillet 2008    | La Nouvelle-Orléans   | États-Unis         | Louisiana Superdome                   |
| Afrique           |                       |                    |                                       |
| 12 juillet 2008   | Casablanca            | Maroc              | Stade Mohammed-V                      |
| Europe            |                       |                    |                                       |
| 15 juillet 2008   | Milan                 | Italie             | Piazza Repubblica                     |
| Océanie           |                       |                    |                                       |
| 27 octobre 2008   | Auckland              | Nouvelle-Zélande   | Vector Arena                          |
| 28 octobre 2008   | Auckland              | Nouvelle-Zélande   | Vector Arena                          |
| 29 octobre 2008   | Wellington            | Nouvelle-Zélande   | TSB Bank Arena                        |
| 31 octobre 2008   | Brisbane              | Australie          | Brisbane Entertainment Centre         |
| 1er novembre 2008 | Brisbane              | Australie          | Brisbane Entertainment Centre         |
| 3 novembre 2008   | Adélaïde              | Australie          | Adelaide Entertainment Centre         |
| 4 novembre 2008   | Melbourne             | Australie          | Rod Laver Arena                       |
| 5 novembre 2008   | Melbourne             | Australie          | Rod Laver Arena                       |
| 7 novembre 2008   | Sydney                | Australie          | Acer Arena                            |
| 8 novembre 2008   | Sydney                | Australie          | Acer Arena                            |
| 9 novembre 2008   | Sydney                | Australie          | Acer Arena                            |
| 7 novembre 2008   | Perth                 | Australie          | Burswood Dome                         |
| Asie              |                       |                    |                                       |
| 13 novembre 2008  | Singapour             | Singapour          | Singapore Indoor Stadium              |
| 16 novembre 2008  | Manille               | Philippines        | The Fort Bonifacio Open Field         |
| Amérique du Nord  |                       |                    |                                       |
| 22 janvier 2009   | Monterrey             | Mexique            | Monterrey Arena                       |
| 24 janvier 2009   | Mexico                | Mexique            | Palacio de los Deportes               |

Concerts annulés:
| Date              | Ville        | Pays        | Salle                            | Raison                      |
| ----------------- | ------------ | ----------- | -------------------------------- | --------------------------- |
| 4 décembre 2007   | Bournemouth  | Royaume-Uni | Bournemouth International Centre | Reporté au 6 mars 2008      |
| 8 décembre 2007   | Nottingham   | Royaume-Uni | National Ice Centre              | Reporté au 20 décembre 2007 |
| 10 décembre 2007  | Birmingham   | Royaume-Uni | National Exhibition Centre       | Reporté au 18 décembre 2007 |
| 21 décembre 2007  | Moscou       | Russie      | Olympic Stadium                  | Reporté au 23 mars 2008     |
| 14 novembre 2008  | Jakarta      | Indonésie   | Istora Senayan                   | Annulé                      |
| 1er décembre 2008 | Monterrey    | Mexique     | Monterrey Arena                  | Reporté au 22 janvier 2009  |
| 3 décembre 2008   | Mexico       | Mexique     | Palacio de los Deportes          | Reporté au 24 janvier 2009  |
| 19 février 2009   | Kuala Lumpur | Malaisie    | Putra Indoor Stadium             | Annulé                      |

## A Girl's Night Out
A Girl's Night Out a été une série de concerts de charité par Rihanna au profit de la Believe Foundation. Les concerts étaient gratuits pour le public. L'argent des sponsors et des annonceurs devait servir à fournir du matériel médical, des fournitures scolaires et des jouets aux enfants dans le besoin.

### Liste des chansons
1. Pon de Replay
2. Let Me
3. Rehab
4. SOS
5. Good Girl Gone Bad
6. Hate That I Love You
7. Unfaithful
8. Don't Stop The Music
9. Shut Up and Drive
10. Umbrella

| Date         | Ville         | Pays       | Venue                 | Venue                                        |
| ------------ | ------------- | ---------- | --------------------- | -------------------------------------------- |
| 26 mars 2008 | Chicago       | États-Unis | Vision Night Club     | Bear Necessities Pediatric Cancer Foundation |
| 28 mars 2008 | San Francisco | États-Unis | Ruby Skye             | The Children’s Charity                       |
| 9 avril 2008 | New York      | États-Unis | The Highline Ballroom | DKMS Americas                                |